# Ганноверський ярмарок
52°19′37″ пн. ш. 9°48′33″ сх. д. / 52.326944° пн. ш. 9.809167° сх. д.
Ганноверський ярмарок (нім. Hannover Messe) — найбільша в світі промислова виставка-ярмарок. Проходить щовесни у місті Ганновер, розташованому у Німеччині, у землі Нижня Саксонія. Виставковий центр ярмарку є найбільшим у світі. В середньому у виставці щороку виставляється близько 6000 експонатів, її відвідують до 250000 осіб.

## Історія
Історія Ганноверського ярмарку бере початок від ярмарку проведеного 1947 року у місті Латцен, на південь від Ганноверу, у неушкодженій війною будівлі заводу. Виставку було проведено з погодження британської військової адміністрації. Ярмарок виявився дуже вдалим і його почали проводити щороку.
З 1970 року з Ганноверського ярмарку було виокремлено щорічну виставку CeBIT для цифрових інформаційних технологій.

## Час проведення
- У 2016 році має відбутися 25-29 квітня.